# NGC 6856
NGC 6856 је група звезда у сазвежђу Лабуд која се налази на NGC листи објеката дубоког неба.
Деклинација објекта је + 56° 7' 53" а ректасцензија 19h 59m 17,1s. Привидна величина (магнитуда) објекта NGC 6856 износи 12,9. NGC 6856 је још познат и под ознакама OCL?.